# René Deck
René Deck (* 8. Juni 1945) ist ein ehemaliger Schweizer Fussballtorhüter.
Als Ersatz für Stammtorhüter Helmut Roleder bestritt er in der Saison 1975/76 fünf Spiele für den VfB Stuttgart in der 2. Bundesliga Süd. Am Ende der Saison wechselte er im Sommer 1976 zum FC Winterthur in die Schweiz.

## Erfolge
- Schweizer Meister 1970/71